# بطولة ألاغواس 2014
بطولة ألاغواس 2014 هو الموسم 84 من بطولة ألاغواس ‏. أقيم خلال الفترة 12 يناير 2014 وحتى 30 أبريل 2014، وأشرف على تنظيمه Federação Alagoana de Futebol ‏، وكان عدد الأندية المشاركة فيه 10، وفاز فيه Associação Atlética Coruripe ‏.